# 黒須豊
黒須 豊（くろす ゆたか、1962年（昭和37年） - ）は、日本の実業家。

## 来歴・人物
1962年、東京都に出生。
1986年、明治大学商学部を卒業。富士ゼロックス入社。AI（人工知能）エンジニアとして、業界日本初のリモート自動診断エキスパート・システムを開発（特許成立）。 
本社ＩＴ戦略部門を経て、マサチューセッツ工科大学に留学し、MBAプログラム（IT&Business Transformation学科）に於いて、日本人初のＩＴ＆ＢＴ学科運営委員を務め、経営学修士号と同時にＩＴ＆ＢＴの認定証を取得した。同時期に、並行してハーバード大学大学院にて心理学における16単位の修士課程単位も取得。 東京大学大学院博士課程（広域システム科学系後期課程全単位）単位取得。
1999年、ガートナージャパン入社。最年少リサーチディレクターとして、ITガバナンス、アウトソーシングなどのコンサルティング等を実施。外部への講演や、寄稿なども多数こなす。
2003年、スクウェイブを創業。
社外に於いては、マサチューセッツ工科大学教育審議委員、東京女子医科大学客員研究員、週刊東洋経済書評委員などを歴任。

## 参考
- 株式会社スクウェイブ　代表挨拶